# Pòssum pigmeu acròbata
El pòssum pigmeu acròbata (Acrobates pygmaeus) és el mamífer planador més petit del món. Tot i que només té la mida d'un ratolí molt petit (65-80 mm i 10-14 g, és capaç de saltar i planar fins a 25 metres. Com altres mamífers planadors, el pòssum pigmeu acròbata té una membrana de pell entre les potes anteriors i posteriors, més gruixuda que la d'altres marsupials com el petaure del sucre, però relativament més petita, car només s'estén dels colzes als genolls.